# Enhetsbokstav
En enhetsbokstav betecknar en fysisk lagringsenhet i operativsystemen CP/M, DOS-familjen och Microsoft Windows-familjen.
Några exempel på enhetsbokstäver:
- floppyenheten A:
- Sekundär floppy eller kopia av primär B:
- Primär hårddisks första partition C:
- Sekundär hårddisks första partition D:
- CD-ROM E: (ofta D:)

Ingen av dessa enhetsbokstäver är dock "bestämda" till en viss enhet, CD-ROM kan ibland dyka upp på E: eller G:, nätverksenheterna kan dyka upp på H:, Z: etc helt utan standardisering. Många Novell Inc-nätverk använde sig dock av F: för inloggningsskript. Prompten i operativsystemet MS-DOS såg vanligen ut som c:\>, eftersom användaren som standard hamnade i primär hårddisks första partition.
Utöver standard finns enhetssträngar, eftersom de består av mer än en bokstav:
- CON: - konsolen, tangentbord och skärm, kan exempelvis användas för att skapa en fil i DOS med kommandot "copy CON: <filnamn>" vilket låter användaren skriva text tills den skriver ett filsluttecken (CTRL+Z).
- COM1: ... COMn: - seriella portar.
- LPT1: ... LPTn: - parallellportar (från Line PrinTer), man kan skriva ut en fil genom att kopiera den till den här "enhetsbokstaven", "copy <filnamn> LPT1:".
- PRN: - skrivaren, vanligtvis detsamma som LPT1:
- NUL: - icke-enheten, ett hål ut i ingenstans, man kan slänga en fil genom att flytta den hit med "move <filnamn> NUL:". Jämförbart med Unix-världens /dev/null.
- AUX: - yttre enhet av något slag.

Detta har effekten att filer inte kan ha namn som till exempel CON eller AUX eftersom dessa är reserverade för annat.